# Cresson alénois
Lepidium sativum
Pour les articles homonymes, voir Cresson (plante).
Espèce
Classification phylogénétique
Le Cresson alénois ou Cresson Groleau (Lepidium sativum) est une espèce de plantes herbacées de la famille des Brassicacées utilisée comme légume ou comme salade. Il est parfois appelé Passerage cultivée.

## Étymologie et noms vernaculaires
Le nom de genre de Lepidium désignait en latin un végétal de cette famille et en grec lepidion (λεπιδιον) une petite plante médicinale au suc laiteux indiquée par Dioscoride (II, 74) correspondant à Lepidium latifolium. Ce dernier terme grec lepidion vient du grec λεπίς (lepis, « coquille, écaille ») en raison de la forme de ses fruits (siliques).
L’épithète spécifique sativum vient du latin sativus, sativa, sativum signifiant « cultivé ».
Le nom vernaculaire de passerage composé de passe, forme verbale de passer* et de rage* parce que la croyance populaire attribuait à cette plante la vertu de guérir la rage de dents. L’adjectif alénois dérive du toponyme Orléans, orlenois « d’Orléan »  attesté depuis 1150.
Outre passerage, le cresson alénois est aussi nommé en français nasitort du fait de son goût âcre. Ses noms en anglais sont garden pepperwort, garden cress, Upland Cress ; en allemand Gartenkresse ; en espagnol berro de huerta ou mastuerzo ;  en portugais agrião et mastruco.
Il ne doit pas être confondu avec les autres cressons, notamment avec le cresson de fontaine ou avec Barbarea verna, le cresson de terre.

## Description

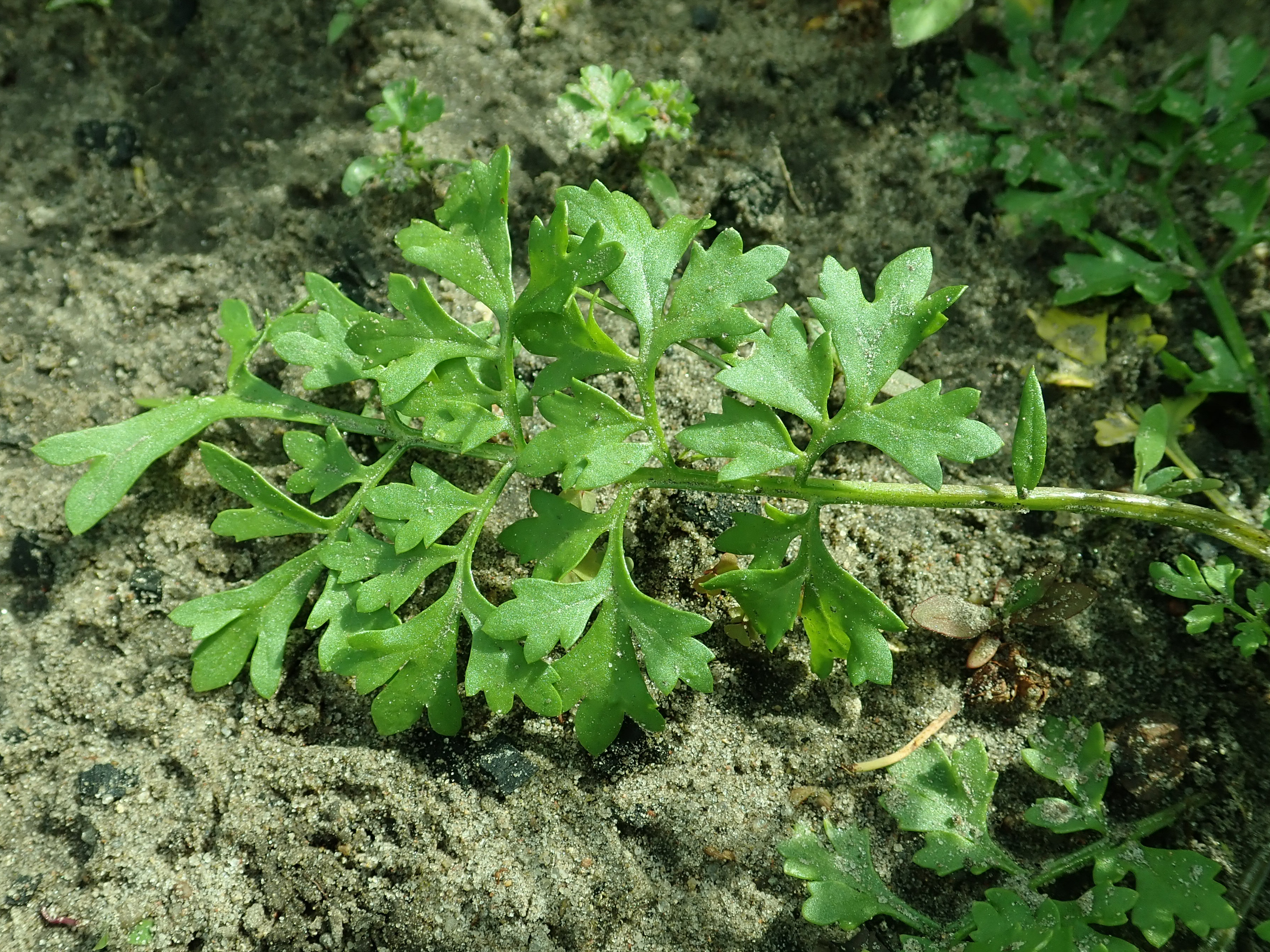
Feuilles inférieures pennatiséquées.

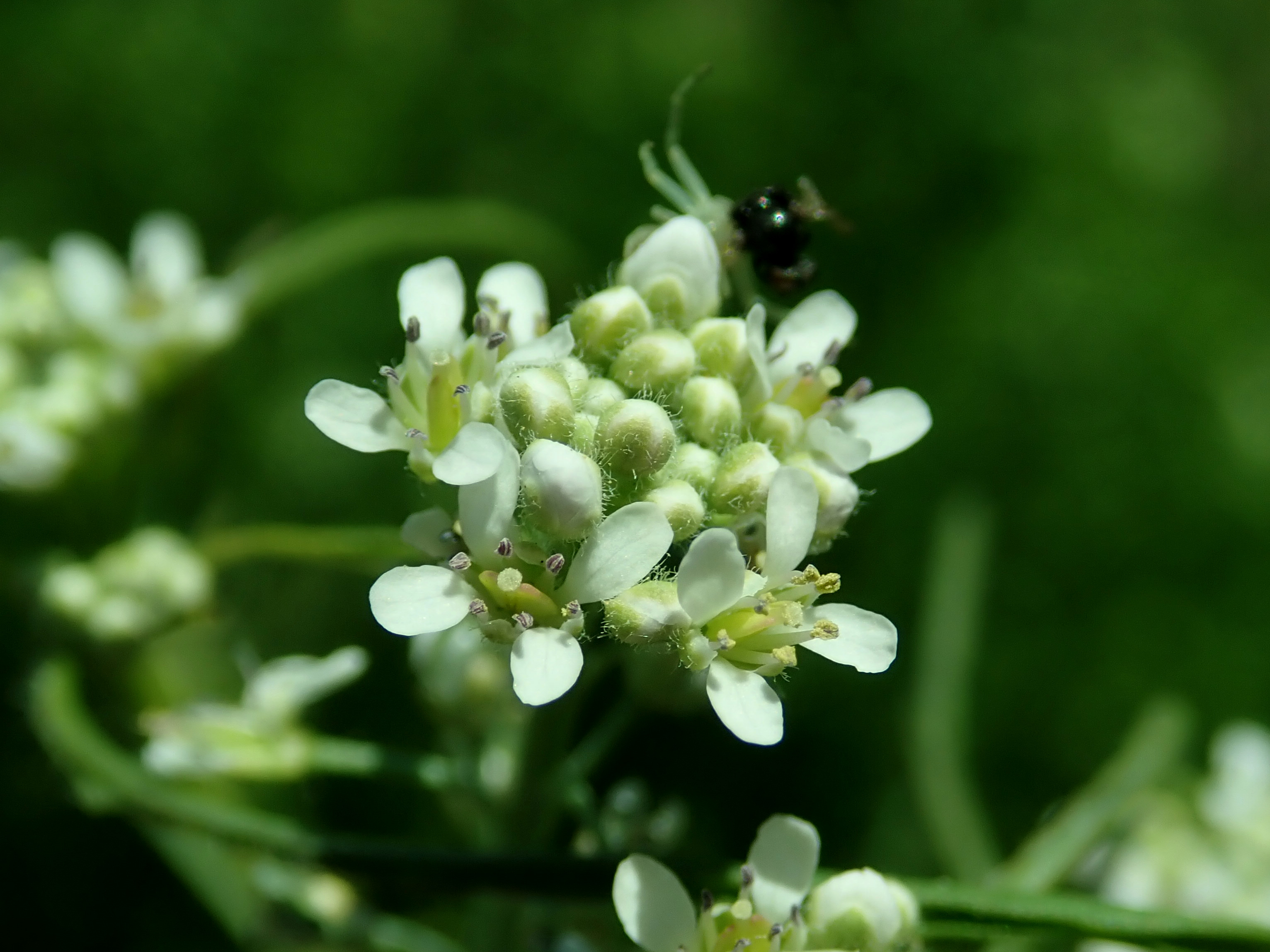
Fleur.

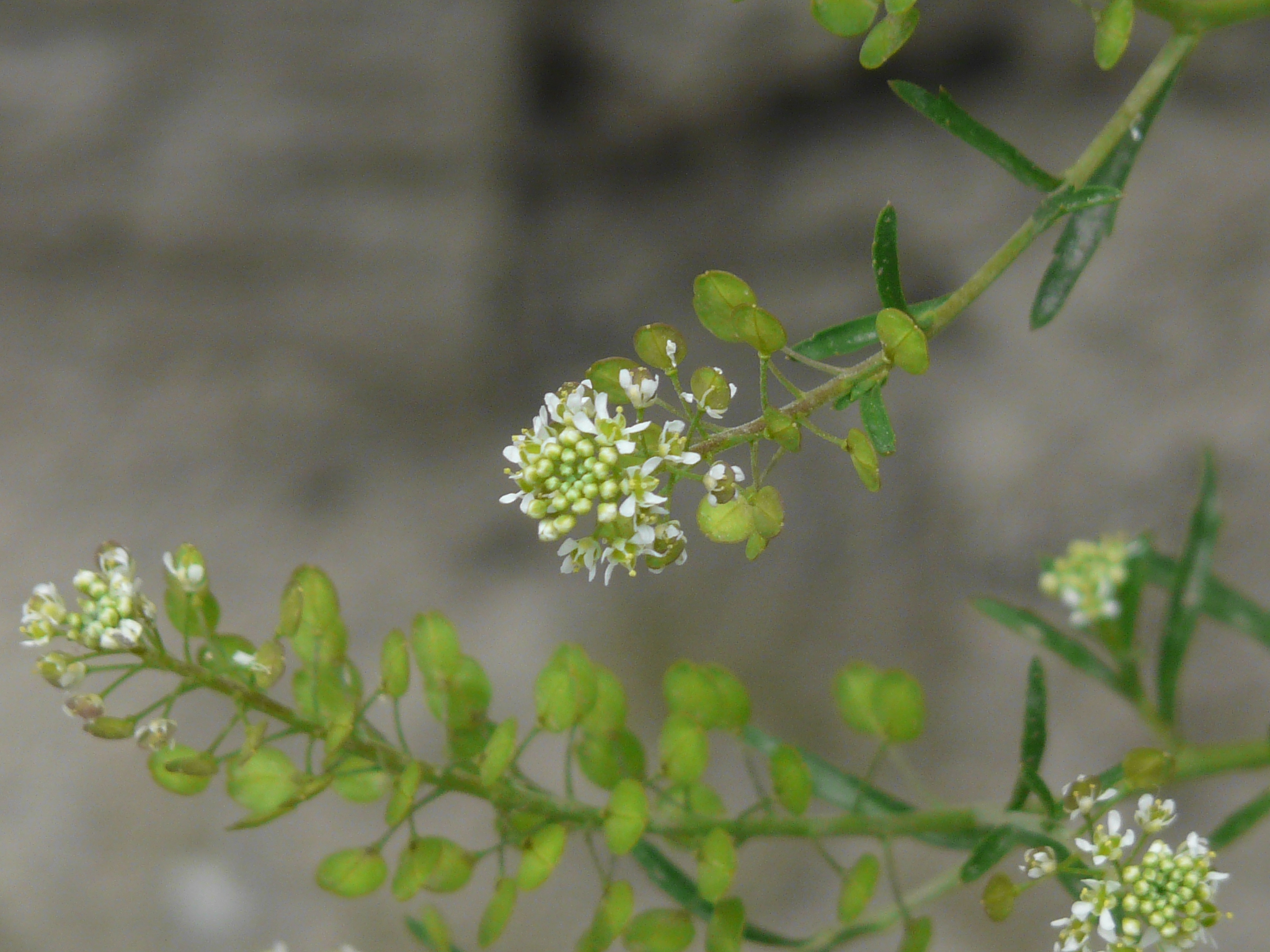
Fleurs et silicules.

Le cresson alénois est une plante annuelle, à odeur fétide et saveur piquante, dont la tige haute de 20 à 80 cm est dressée et rameuse.
Les feuilles inférieures sont 1-2 fois pennatiséquées, alors que les feuilles supérieures sont linéaires et entières.
Les fleurs sont petites et blanches. La floraison se déroule de mai à juillet.
Le fruit est une petite silique (silicule) suborbiculaire, largement ailées, étroitement échancrées, glabres.

## Habitat
Le cresson alénois est originaire en Afrique d'Égypte et d'Éthiopie, au Moyen-Orient du Liban, de la Syrie, de Jordanie, Palestine, de Turquie, d'Irak, d'Iran et en Asie d'Afghanistan et du Pakistan.
Il est subspontané au Québec dans le Bas du fleuve.
D'une manière générale, cette plante cultivée se rencontre au voisinage des habitations.

## Utilisation
En gastronomie, les feuilles et les fleurs du cresson alénois sont ajoutées crues aux salades. Elles ont une saveur piquante et aromatique qui n'est pas sans rappeler celle de la grande capucine.

## Tests de l'état de maturation du compost
Les graines de cresson alénois servent aux tests de germination sur le compost obtenu après compostage. Il s'agit incontestablement de la méthode la plus simple et la plus fiable pour connaître l'état de maturation du compost obtenu.
Les plantes tests les plus couramment utilisées sont le cresson alénois et la laitue (Lactuca sativa). Des graines de la plante test sont semées sur le compost humidifié en bocal hermétiquement fermé. Après trois jours, la maturité est évaluée d'après le pourcentage de germination et, éventuellement, la quantité de matière verte obtenue.